# محمدحسین مدل

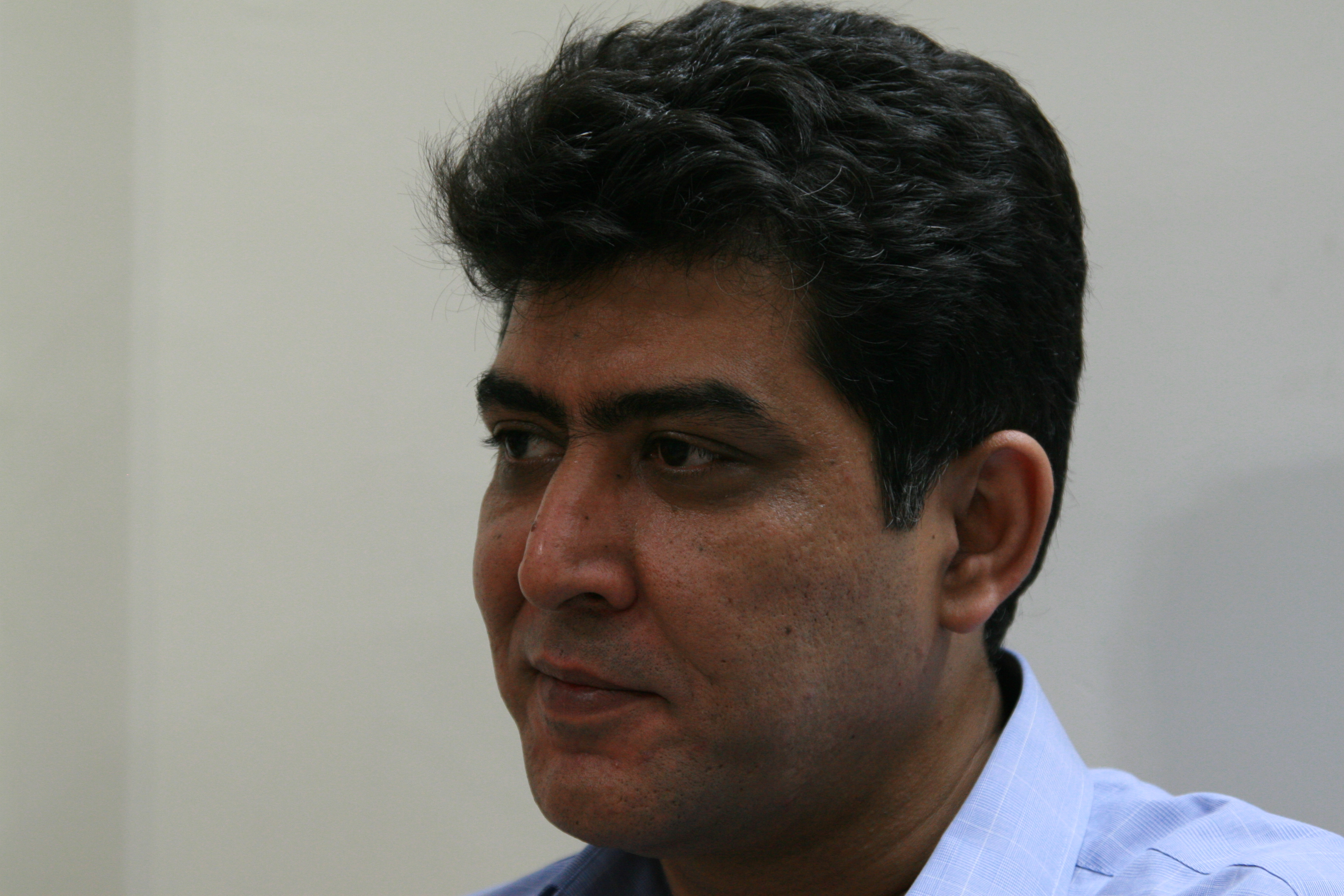

محمدحسین مدل (متولد ۱۴ اردیبهشت ۱۳۳۹ در نجف) از سال ۱۳۵۵ شعرهایش را در نشریات مختلف انتشار داده است.
وی از سال ۱۳۸۳ سر دبیر ماهنامه ادبی نوشتا است، او این مجله را با پشتیبانی حسین واحدی پور صاحب امتیاز نشریات خبر و با همکاری حسین آتش پرور منتشر کرده است.
وی شعر شاعران عرب مثل آدونیس ـ مظفر النواب ـ احمد مطر و دیگران را تاکنون ترجمه و برخی از آنها را منتشر کرده است.

## آثار
- گفتگوهای بدون دیدار ( ۱۳۶۰)
- لحظه های بی وقت ـ مجموعه شعر (روشنگران) ۱۳۷۵
- افشای بیداری ـ مجموعه شعر (آوازه) ۱۳۷۸
- کنار جدایی ـ مجموعه شعر (آژینه) ۱۳۸۳
- جدایی گفتگو ـ گزیده اشعار (نگاه) ۱۳۹۰
- سمت حرف ـ مجموعه شعر (داستانسرا) ۱۳۹۲
- حتای مرگ ـ هفتاد تفسیر از "هفتاد سنگ قبر" یدالله رویایی ـ با همکاری محمد ولی زاده ـ(داستانسرا) ۱۳۸۳
- عبارت از چیست (از سکوی سرخ ۲) گرد آوری و تنظیم گفتگوهای یدالله رویایی ـ آهنگ دیگر ۱۳۸۶

به زبانهای دیگر:
- لحظه های بی وقت (فارسی ـ سوئدی) با ترجمه سهراب مازندرانی ـ نشر رویا ـ سوئد ـ ۲۰۰۰ میلادی
- فاصله در خود (دو زبانه فارسی ـ فرانسه) چهل تابلو نقاشی از خسرو برهمندی با ترجمه چهل شعر به فرانسه ی بهمن صدیقی از ـ یدالله رویایی ـ بهمن صدیقی ـ حسین شرنگ ـ محمدحسین مدل ـ مکیک ـ مونترال کانادا ۲۰۰۹ میلادی